# Metropolia Durango
Metropolia Durango – metropolia Kościoła rzymskokatolickiego w Meksyku. Erygowana w dniu 23 czerwca 1891 roku. W skład metropolii wchodzi 1 archidiecezja, 3 diecezje i 1 prałatura terytorialna.
W skład metropolii wchodzą:
- Archidiecezja Durango
  - Diecezja Gómez Palacio
  - Diecezja Torreón
  - Diecezja Mazatlán
    - Prałatura Terytorialna El Salto